# ستيريون باروني
ستيريون باروني (الاسم العلمي:Satyrium baronii) هو نوع من النباتات يتبع جنس الستيريون من الفصيلة السحلبية.